# Ro Hak-su
Ro Hak-su (Namp'o, 19 januari 1990) is een Noord-Koreaans voetballer die bij voorkeur als rechtervleugelverdediger speelt. In 2007 tekende hij een contract bij Rimyongsu. Een jaar later debuteerde hij in het Noord-Koreaans voetbalelftal.

## Interlandcarrière
Op 31 juli 2008 maakte Ro zijn debuut in het Noord-Koreaans voetbalelftal. In een wedstrijd tegen Sri Lanka tijdens de AFC Challenge Cup verving hij na 73 minuten Pak Chol-ryong. Zijn eerste interlanddoelpunt maakte hij vier dagen later tegen Myanmar.
| Interlands van Ro Hak-su voor Noord-Korea | Interlands van Ro Hak-su voor Noord-Korea | Interlands van Ro Hak-su voor Noord-Korea | Interlands van Ro Hak-su voor Noord-Korea | Interlands van Ro Hak-su voor Noord-Korea | Interlands van Ro Hak-su voor Noord-Korea |
| №                                         | Datum                                     | Wedstrijd                                 | Uitslag                                   | Competitie                                | Goals                                     |
| Als speler bij Rimyongsu                  | Als speler bij Rimyongsu                  | Als speler bij Rimyongsu                  | Als speler bij Rimyongsu                  | Als speler bij Rimyongsu                  | Als speler bij Rimyongsu                  |
| ----------------------------------------- | ----------------------------------------- | ----------------------------------------- | ----------------------------------------- | ----------------------------------------- | ----------------------------------------- |
| 1                                         | 31 juli 2008                              | Noord-Korea – Sri Lanka                   | 3 – 0                                     | AFC Challenge Cup 2008                    |                                           |
| 2                                         | 2 augustus 2008                           | Nepal – Noord-Korea                       | 0 – 1                                     | AFC Challenge Cup 2008                    |                                           |
| 3                                         | 4 augustus 2008                           | Noord-Korea – Myanmar                     | 1 – 0                                     | AFC Challenge Cup 2008                    | 15'                                       |
| 4                                         | 7 augustus 2008                           | Noord-Korea – Tadzjikistan                | 0 – 1                                     | AFC Challenge Cup 2008                    |                                           |
| 5                                         | 13 augustus 2008                          | Myanmar – Noord-Korea                     | 0 – 4                                     | AFC Challenge Cup 2008                    | 53'                                       |
| 6                                         | 2 november 2010                           | Singapore – Noord-Korea                   | 0 – 0                                     | Vriendschappelijk                         |                                           |
| 7                                         | 6 november 2010                           | Vietnam – Noord-Korea                     | 0 – 0                                     | Vriendschappelijk                         |                                           |
| 8                                         | 10 september 2012                         | Indonesië – Noord-Korea                   | 0 – 0                                     | Vriendschappelijk                         |                                           |
| 9                                         | 1 december 2012                           | Chinees Taipei – Noord-Korea              | 1 – 6                                     | Oost-Azië Cup 2013 (kwalificatie)         |                                           |
| 10                                        | 31 oktober 2014                           | Koeweit – Noord-Korea                     | 1 – 0                                     | Vriendschappelijk                         |                                           |
| 11                                        | 13 november 2014                          | Noord-Korea – Hongkong                    | 2 – 1                                     | Oost-Azië Cup 2015 (kwalificatie)         |                                           |
| 12                                        | 16 november 2014                          | Guam – Noord-Korea                        | 1 – 5                                     | Oost-Azië Cup 2015 (kwalificatie)         |                                           |
| 13                                        | 14 januari 2015                           | Noord-Korea – Saoedi-Arabië               | 1 – 4                                     | Azië Cup 2015                             |                                           |
| 14                                        | 18 januari 2015                           | China – Noord-Korea                       | 2 – 1                                     | Azië Cup 2015                             |                                           |
| 15                                        | 17 mei 2015                               | Vietnam – Noord-Korea                     | 1 – 1                                     | Vriendschappelijk                         |                                           |
| 16                                        | 20 mei 2015                               | Thailand – Noord-Korea                    | 0 – 1                                     | Vriendschappelijk                         |                                           |
| 17                                        | 11 juni 2015                              | Jemen – Noord-Korea                       | 0 – 1                                     | WK 2018 (kwalificatie)                    |                                           |
| 18                                        | 16 juni 2015                              | Noord-Korea – Oezbekistan                 | 4 – 2                                     | WK 2018 (kwalificatie)                    | 34'                                       |

Bijgewerkt op 4 juli 2015.